# Cities XL 2011
Cities XL 2011 là trò chơi máy tính thuộc thể loại mô phỏng thành phố do hãng Focus Home Interactive đồng phát triển và phát hành vào năm 2010. Cities XL 2011 là phần tiếp theo của Cities XL. Game chỉ tập trung vào mục chơi đơn, ở phiên bản này có bổ sung thêm nhiều bản đồ và công trình mới, cải thiện giao thông công cộng, tăng cường hệ thống thuế và các tùy chọn giao thương tốt hơn.

## Phát triển
Game được công bố chính thức bởi Focus Home Interactive, là hãng đã tiếp nhận bản quyền của game khi Monte Cristo đóng cửa do doanh số bán hàng thê thảm của Cities XL.

## Phát hành
Cities XL 2011 được phát hành cụ thể vào ngày 14 tháng 10 năm 2010.

## Đón nhận
Cities XL 2011 nhận được đánh giá trung bình. IGN mô tả game "giống y như người tiền nhiệm của nó, ngoại trừ phần chơi mạng" và kết luận rằng "chẳng có bổ sung gì mới mẻ". Tuy nhiên, bài đánh giá lại khen ngợi phần hướng dẫn và đồ họa của game. GameZone so sánh Cities XL 2011 với Civilization IV và kết luận rằng "trong khi game thiếu mất mục tiêu chiến thắng trò chơi hay cốt truyện không đủ sức hấp dẫn với một số người chơi, không có nghĩa là nó phá vỡ tính chất gây nghiện của Cities XL 2011". Các trang web xem xét tổng hợp cho điểm số 75,13% trên GameRankings và 70/100 trên Metacritic.